# Villanueva de Algaidas
Villanueva de Algaidas es un lugar y municipio español de la provincia de Málaga, en la comunidad autónoma de Andalucía. Se encuentra situado en el noreste de la provincia, en la comarca de Nororma y dentro de partido judicial de Archidona.
Su término municipal ocupa una superficie de 75 km². Su población, según datos de 2019, es de 4176 habitantes.

## Toponimia
El origen del nombre de la nueva villa de las Algaidas es un vocablo árabe que significa bosque, para algunos arabistas tupido, espeso, y para otros monte verde o alegre. El topónimo traducido correctamente sería Villanueva de los Bosques.

## Geografía
El núcleo urbano de Villanueva Algaidas se asienta junto al cerro Villeta siendo su cota más baja de 510 m s. n. m. y la más alta 580 m s. n. m.
Las tres cuartas partes del municipio de Villanueva de Algaidas poseen margas y margocalizas. Al sur del municipio se sitúan dos sierras con cierta entidad: la sierra de Arcas, en el sur más occidental, y la sierra de Pedroso, en el sur más oriental. La primera formada por dolomías y calizas blancas por su extremo norte, mientras que en su vertiente encontramos calizas grises con sílex y margocalizas. La sierra del Pedroso es uniforme formada a base de calizas blancas. De este modo, se puede decir que este territorio está dominado por un relieve generalmente suave en el que abundan las lomas y pequeños cerros, solo en su borde sur aparecen relieves algo más abruptos, correspondientes a la sierra de Arcas (948 m) y la sierra de Pedroso (1024 m). 
La mayor parte del suelo del municipio propiciado por causas físicas sin riesgo de heladas constantes y la adaptabilidad al terreno llano y sobre todo ondulado, favorecen el cultivo del olivar con 81,7 % del total de los terrenos cultivados. Aparecen además por toda la zona y cada vez adquiere mayores proporciones los cultivos de trigo, cebada, garbanzo, habas, girasol y anís.

### Situación
Su extremo oriental limita con la Provincia de Córdoba. La localidad disfruta de buenas comunicaciones, a 11 km de la A-45 Málaga-Córdoba, y a otros 10 de la A-92. La ubicación del municipio corresponde prácticamente al centro de Andalucía, más aún que Antequera.
| Noroeste: Antequera | Norte: Cuevas Bajas y Cuevas de San Marcos | Noreste: Loja                |
| Oeste: Antequera    |                                            | Este: Villanueva de Tapia    |
| Suroeste: Archidona | Sur: Archidona                             | Sureste: Villanueva de Tapia |

### Clima
Su clima se caracteriza por un invierno frío, llegándose a alcanzar los 7° bajo cero. Los veranos calurosos, rondando los 40°, y una sequía estival bastante acentuada como característica general de toda la comarca, no llegando a recogerse más de 30 l/m² en el período estival, ni siquiera sumando los meses de junio a septiembre llegan a recogerse la cantidad antes significada. La temperatura media oscilará los 16 ⁰C, se registran aproximadamente unas 2700 horas de sol al año, y de precipitaciones unos 625 l/m².

## Historia
Villanueva de Algaidas tiene su origen en la fundación del Convento de Nuestra Señora de la Consolación de las Algaidas, autorizada en 1566 por Pedro Téllez-Girón y de la Cueva, primer duque de Osuna, en favor de la Congregación de los Padres Recoletos de San Francisco de Asís. Alrededor del convento surgirían pequeños núcleos de población (Albaicín, Atalaya, Barranco del Agua, Rincona, Parrilla y Zamarra) que dieron lugar al municipio de Villanueva de Algaidas al segregarse estos núcleos del municipio de Archidona el 26 de agosto de 1843. 
Sin embargo, existen vestigios de asentamientos en la zona mucho más antiguos. 

### Prehistoria
La Necrópolis de Alcaide, situada en los límites del municipio de Antequera a unos 3 km de la localidad, data del período Calcolítico. Constituyen un total de dieciocho tumbas artificiales con corredor y excavadas en roca. Los corredores suelen ser simples o compuestos por varios tramos. La mayoría de las cámaras funerarias que se hallan en estas tumbas son circulares o elípticas y poseen cubierta abovedada donde hay enterramientos secundarios. Los enterramientos son inhumaciones de carácter colectivo aunque existen enterramientos individuales que corresponderían a los líderes de las tribus.
Los estudios en los ajuares encontrados fechan la necrópolis dentro de los límites cronológicos del Cobre Pleno y el Bronce Pleno. Por otro lado en el cerro de la Villeta, ya dentro de la localidad, existe la presencia de un taller lítico que se encuadra cronológicamente entre el Calcolítico y la Edad de Bronce. En él se han encontrado restos de cerámica, lascas y sílex de muy buena calidad y coloración.

### Edad Antigua
A través de los restos de «Tegulae», cerámica romana hallada en el paraje de la Villeta, se constata también la presencia de un asentamiento romano. En la barriada de La Atalaya se ha encontrado un herma dionisiaco de época bajomedieval al demoler una de las viviendas. 

### Edad Media
Junto al convento se encuentran los restos más interesantes de la población. Se trata de un conjunto mozárabe compuesto por tres dependencias excavadas en la roca, destinadas a usos religiosos y ocupadas por los ermitaños y anacoretas citados en las Crónicas Franciscanas que dan cuenta de la fundación del Convento. El conjunto data del siglo IX o X según la mayoría de los historiadores, en época de esplendor de Omar ibn Hafsún. En los alrededores de estas construcciones se encuentra el Puente del Arroyo Bebedero, que presumiblemente conectaba los núcleos de la Atalaya y la Rincona, dicho puente data de la época bajomedieval y fue construido por los propios ermitaños.

### Edad Moderna
Su principal medio de vida residía en los bosques que circundaban el entorno y con el que surtían de madera a la Marina castellana, además del aprovechamiento de la bellota. La cercanía de aquellos inmensos bosques convierte a los frailes franciscanos en expertos en el tratamiento de los males de los árboles, principalmente encinas, que crecían apiñados.
El cuidado y explotación de los bosques era la principal y más lucrativa tarea de los lugareños. En el año 1628, según las crónicas, peligró la riqueza forestal a causa de un gusano que se cebaba en los árboles de bellota. Se acudió a los servicios de los franciscanos, que dieron la fórmula para luchar contra el mal como en otras ocasiones había ocurrido. El remedio, seguido de un conjuro, no erradicó la enfermedad. Unos años más tarde se reprodujo, recurriéndose entonces a las buenas artes de otro franciscano, fray Juan de Castro, que se hallaba en un convento de Motril, a quien le ofrecieron una buena limosna y le pagaron "la cabalgadura".
La intervención de fray Juan fue decisiva, erradicando la plaga. El viejo bosque fue dejando claros en los que surgieron los siete núcleos que posteriormente se ayuntarían formando lo que hoy se conoce por Villanueva de Algaidas. Estos núcleos eran los de La Rincona, La Atalaya, Zamarra, Albaicín, Barranco del Agua, Solana y la Parrilla.
Poco a poco fue aumentando el número de viviendas que, con el tiempo, iban a dar lugar a un nuevo municipio. Sin embargo las nuevas casas no se hicieron alrededor de donde tenían su residencia los Padres Recoletos, sino en el paraje ubicado más arriba, donde hoy se asienta el pueblo.
Con relación al Partido de Algaidas, cabe decir que, en carta del duque de Osuna dirigida a la villa de Archidona en 27 de enero de 1761, se ordenó que se le mandasen dos nombres para elegir el que había de ser regidor de aquella barriada, ya que este cargo era necesario por haber en aquel partido más de doscientos moradores. En cabildo 3 de febrero de 1761 fueron propuestos Francisco Aguilera y Fernando Guerrero, el cual resultó ser elegido.

### Edad Contemporánea
En 1825 fueron expulsados los frailes del convento y el 1 de julio de 1826, el obispo Fr. Manuel Martínez Ferro, religioso mercedario, firmó la creación de la nueva parroquia, desmembrándola de la de Archidona y dándole por sede la iglesia conventual de Nuestra Señora de la Consolación de las Algaidas.
En el Libro de Actas Capitulares de Archidona hay una certificación de la Comisión conferida por la Excma. Diputación Provincial para la separación y señalamiento de término de la población de Algaidas, de fecha 26 de agosto de 1843. En la certificación consta que en la mañana de dicho día, en una de las salas del extinguido convento de San Francisco, parroquia de la Consolación en aquel entonces, se reunieron las comisiones nombradas por los dos ayuntamientos, juntamente con el alcalde de Antequera, con objeto de acordar el deslinde de ambos pueblos.
Con fecha del 29 del anterior mes dice la Excelentísima Diputación Provincial lo que a la letra copio:En sesión de 4 de los corrientes ha tenido a bien esta Diputación Provincial resolver que en vista de que la alcaldía de Algaidas reúne todas las circunstancias para administrarse por sí quede emancipada para todos los efectos legales de la villa de Archidona y constituyendo su Ayuntamiento con arreglo a las leyes proceda según estas en todos los diferentes ramos de su administración del nuevo Ayuntamiento pase a las Algaidas comisionado por la Diputación el Alcalde Constitucional de la ciudad de Antequera, el cual debe reasumir en el acto la jurisdicción municipal y proceder a las diligencias electorales con arreglo a la ley permaneciendo en aquel pueblo hasta entregar dicha jurisdicción al Ayuntamiento dando parte por certificado de haberlo así realizado proceda a hacer el señalamiento del término alcabalatorio, el de los terrazgos de propios que por dicha emancipación le pertenezca y el señalamiento de los cupos que por contribuciones directas y de provinciales que deba satisfacer por la riqueza que comprenda el término señalado y número de sus vecinos y con objeto de que en modo alguno se entorpezcan las operaciones del señor Alcalde comisionado se dirige a usted la Diputación esperando tendrán a bien expedir sus órdenes terminante a los Alcaldes y Ayuntamiento de Archidona haciéndoles saber esta determinación y previniéndoles le den el mayor entero cumplimiento en la parte que les pertenece prestando a dicho señor el auxilio que les pida ni en sentido alguno se mezclen a perturbar la marcha que en uso de las atribuciones conferidas el referido señor por la Diputación con arreglo a la ley debe adoptar. También será conveniente que al mismo tiempo prevenga usted el miembro de justicia de las Algaidas entregue sin réplica la jurisdicción al expresado señor Alcalde Constitucional de Antequera en el momento de ser para ello requerido y que esta resolución la participe usted a las autoridades de la provincia y al señor juez del partido para los efectos que haya lugar.Lo que traslado a usted para su conocimiento y el de su Ayuntamiento y para que tenga el debido cumplimiento lo que preceptúa por dicha Excelentísima Diputación, debiendo usted comunicar las oportunas órdenes al Alcalde de la aldea de las Algaidas para el efecto. Dios guarde a usted muchos años, en Málaga 1 de junio de 1843.
.
En el siglo XIX se edita el Diccionario geográfico-estadístico-histórico de España y sus posesiones de Ultramar por el ministro Pascual Madoz. En él se dice de Villanueva de Algaidas, lo siguiente:
Villa con ayuntamiento en la provincia y diócesis de Málaga (10 leg.), partido judicial de Archidona (2), audiencia territorial y capitanía general de Granada (13). Situación, en un cerro llamado la Rincona , donde le combaten generalmente los vientos del Este; el clima es frío, y las enfermedades más comunes tercianas (Enfermedad propia del medio, según acertada definición de Fernand Braudel, las tercianas estaban estrechamente vinculadas a la vida cotidiana del campesinado. De ahí que sus efectos, al ser bien conocidos y esperados, se asumían sin grandes perturbaciones con una mezcla de fatalismo y resignación)
Tiene 80 Casas diseminadas, siendo casi todas ellas chozas sin más comodidad que la precisa para vivir; un convento que fue de religiosos de San Francisco, en cuya iglesia se encuentra hoy la parroquia con el título de Ntra. Sra. de la Consolación: es aneja de la parroquia de Archidona, y está servida por un cura párroco; tiene una ermita, (Ntra. Sra. del Socorro, sit. en el partido rural de la Parrilla; cementerio al norte de la villa, en paraje bien ventilado, y un nacimiento que llaman de la Teja, de cuyas buenas y abundantes aguas se surte el vecindario.
Confina el Término. N: Cuevas de San Marcos; E: Villanueva de Tapia; S: Archidona y Antequera, y O: Benamejí. En él se encuentran dispersos los partidos rurales denominados la Rincona, la Atalaya, Solana, Albaicín, Zamarra, Parrilla, Pedroso y Barranco del Agua, que son los que constituyen la población que se describe.
El Terreno, es de secano y de mala calidad, estando casi todo él poblada de encinas y matorrales de la misma especie ; lo baña un arroyo titulado Gurriana, que nace en el sitio del Bebedero y desagua en el río Genil. Los Caminos son locales y medianos, y la Correspondencia se recibe de Antequera por medio de baligero (valijero)

Produce: trigo, cebada, habas, garbanzos y hortalizas; ganado lanar, y caza de perdices y conejos. Industria, la agrícola y 2 molinos harineros en decadencia. Pobl.: 844 vec., 2,162 almas. El Presupuesto Municipal asciende a 12,000 rs. que se cubren con el fondo de propios y por reparto entre los vecinos. Este pueblo es villa con ayuntamiento de nueva creación; por consiguiente su Cap. Prod., Imp. y Contr. se halla incluido en el artículo de Archidona, a cuya población correspondía anteriormente como aldea o barrio, con el nombre de las Algaidas.
El 22 de mayo de 1861, siendo alcalde Francisco Sancho Romero, el Ayuntamiento estudia la conveniencia y necesidad de establecer en esta villa una «feria real» para evitar que los labradores tuvieran que hacer salidas a otros puntos «a comprar bichos o a venderlos, habiendo como hay sitio a propósito», eligiendo para ello los días 2, 3 y 4 de agosto. Con el tiempo la feria se trasladaría a principios de septiembre hasta que posteriormente retomó la fecha inicial de su establecimiento.
Además del Convento de Franciscanos «hubo en las Algaidas las ermitas de la Atalaya, el Albaicín y la Parrilla, siendo sus titulares San Juan Bautista, Nuestra Señora del Socorro y la Virgen del Rosario».

## Geografía humana

### Demografía
Cuenta con una población de 4075 habitantes (INE 2024).
| Gráfica de evolución demográfica de Villanueva de Algaidas entre 1857 y 2021 |
| |
| Población de derecho según los censos de población del INE Población de hecho según los censos de población del INEEntre el censo de 1857 y el anterior, aparece este municipio porque se segrega del municipio 29017 (Archidona) |

En la población de Villanueva de Algaidas, al igual que la mayoría de municipios de la comarca se acentúa una disminución en la tasa de la natalidad con cierta tendencia al envejecimiento de la población.
La población se distribuye en varios núcleos: La Atalaya, La Parrilla, El Albaicin y Zamarra. La barriada de Zamarra es un conjunto de cortijos rurales. Su principal característica es la ausencia de un núcleo de viviendas. Entre los cortijos hay grandes hectáreas de olivar, en esas hectáreas se cultiva especialmente oliva hojiblanca, aunque hay sectores que están cultivados con olivos manzanillos.

### Economía
El regadío se ciñe exclusivamente a huertas y frutales, localizados sobre todo entre franjas. La más grande en el extremo este, en el límite con Villanueva de Tapia, donde las huertas son de considerables extensiones y siguen el curso del río Genil. La segunda zona junto al límite de Archidona siguiendo el arroyo de la Moheda. Por último en los alrededores del pueblo con pequeñas dimensiones y dedicadas solo y exclusivamente al consumo familiar.
El viñedo, aunque fue un cultivo muy extendido, es testimonial su presencia en el municipio, localizado junto al pueblo y en parcelas muy pequeñas, su fruto se utiliza para la obtención de vino, siendo la variedad de la Pedro Ximénez.
Por último el erial se sitúa en las inmediaciones de los núcleos de población y normalmente son parcelas de cultivos abandonadas que han propiciado el nacimiento del matorral.

#### Evolución de la deuda viva municipal
| Gráfica de evolución de Deuda viva del Ayuntamiento de Villanueva de Algaidas entre 2008 y 2020                                   |
| |
| Deuda viva del Ayuntamiento de Villanueva de Algaidas en miles de euros según datos del Ministerio de Hacienda y Función Pública. |

## Política y administración
La administración política de la ciudad se realiza a través de un Ayuntamiento de gestión democrática cuyos componentes se eligen cada cuatro años por sufragio universal. El censo electoral está compuesto por todos los residentes empadronados en Villanueva de Algaidas mayores de 18 años y nacionales de España y de los restantes Estados miembros de la Unión Europea. Según lo dispuesto en la Ley del Régimen Electoral General, que establece el número de concejales elegibles en función de la población del municipio, la corporación municipal de Villanueva de Algaidas está formada por 11 concejales.
Las primeras elecciones municipales tras la restauración de la democracia en España fueron ganadas por el Partido Socialista Obrero Español de Andalucía (PSOE-A), partido que desde entonces se ha alternado en el poder con Izquierda Unida Los Verdes-Convocatoria por Andalucía (IULV-CA). En la legislatura vigente (2023-2027), PSOE-A tiene 8 concejales, PP tiene 2 y POR VILLANUEVA DE ALGAIDAS tiene 1.
| Periodo   | Nombre                                             | Partido |
| --------- | -------------------------------------------------- | ------- |
| 1979-1983 | Diego Molina Cabrera                               | PSOE-A  |
| 1983-1987 | Diego Molina Cabrera                               | PSOE-A  |
| 1987-1991 | Diego Molina Cabrera                               | PSOE-A  |
| 1991-1995 | Diego Molina Cabrera                               | PSOE-A  |
| 1995-1999 | José Cabrera Díaz                                  | IULV-CA |
| 1999-2003 | Antonio José Arjona Romero José A. Briginal Mármol | PSOE-A  |
| 2003-2007 | José Cabrera Díaz                                  | IULV-CA |
| 2007-2011 | José Cabrera Díaz                                  | IULV-CA |
| 2011-2015 | José Cabrera Díaz                                  | IULV-CA |
| 2015-2019 | Juan Antonio Cívico Llamas                         | PSOE-A  |
| 2019-2023 | Juan Antonio Cívico Llamas                         | PSOE-A  |
| 2023-act. | Juan Antonio Cívico Llamas                         | PSOE-A  |

## Patrimonio
- Yacimiento de la Villeta: se ha detectado la presencia de un taller lítico encuadrado en una secuencia cultural del Calcolítico-Bronce. Sus restos materiales vienen representados por una serie de núcleos, lascas, etc., así como una gran proporción de restos de talla, todo ello en sílex de buena calidad y coloración variada procedente de otro lugar. En lo alto del cerro de la Villeta, dominando toda la zona circundante, se ubican una serie de estructuras muradas, formadas por materiales de piedra arenisca de mediano y pequeño tamaño, sin trabajar y unidas a seco. Todas ellas parecen circunvalar la cima y son visibles un par de recintos. Los fragmentos abundantes de cerámica confeccionada a mano, sin restos de decoración, pueden ser indicadores de un pequeño recinto fortificado de época contemporánea a las Cuevas del Alcaide. Los abundantes vestigios arqueológicos encontrados nos hacen pensar en la implantación de un núcleo poblacional muy acusado en un espacio rico en recursos hidráulicos, muy cerca del arroyo Burriana, y agrícolas, que hicieron de éste un excelente lugar para la ubicación de un hábitat que, desde la época prehistórica, se ha venido manteniendo hasta nuestros días.

- Los siguientes restos arqueológicos documentados nos trasladan ya a la época romana, siendo numerosos los lugares donde se ubicarían estos primitivos pobladores: Atalaya, Zamarra, las canteras de las Peñas, riberas de los arroyos, etc. Merece la pena destacar un herma dionisíaco encontrado al realizar la demolición de una casa situada en el barrio de la Atalaya y que por sus cualidades artísticas debió pertenecer a algún taller provincial de época bajoimperial.

- Iglesia Rupestre: a 1 km de Villanueva de Algaidas por la carretera local que la une con Cuevas Bajas, se encuentra la iglesia rupestre, labrada en su totalidad en roca arenisca, datada entre los siglos IX-X y perteneciente al grupo de las iglesias eremíticas rurales. Forman el conjunto dos cavidades independientes entre sí y muy desiguales en su tamaño. La mayor es la iglesia propiamente dicha, que consta de tres naves, y la menor es un hueco de unos 11 metros cuadrados. La nave mayor de la iglesia tiene planta rectangular orientada al este, presenta una bóveda de cañón muy simple y un ábside poco profundo. En sus lados norte y sur se abren sendos vanos que dan acceso a las otras dos naves y la entrada principal del conjunto está en el lado oeste. La cara este forma la cabecera, que es una pared rocosa, presentando un retranqueo en el centro para formar el ábside, cuyo alzado es un arco de medio punto sobre jambas. En el lado oeste se abra un vano de 4,8 m. que es la entrada principal al conjunto y cerrada por obra de fábrica con una pequeña puerta de entrada. La dependencia lateral sur (o nave lateral derecha,)tiene una sola entrada por la nace central, su planta es trapezoidal y su superficie es de unos 7m². Pudiera haber servido como baptisterio, ya que en uno de sus extremos hay una pileta labrada en la roca con un canal de desagüe y una entrada de agua, que podría corresponder a una pila bautismal.En el otro extremo hay un poyete excavado en la arenisca. La nave izquierda parece sirvió probablemente de Sacristía, o que fue una especie de vestíbulo. La cavidad menor, también de planta rectangular, presenta dos vanos en sus partes norte y oeste que la comunican con el exterior. Su funcionalidad podría consistir en ser una zona de habitación que por sus reducidas dimensiones albergaría a muy pocas personas, una celda eremítica.

- Puente del Arroyo Bebedero: Para comunicar los dos núcleos de población existentes en la Atalaya y en la parte de la iglesia rupestre, que estaban separados por el arroyo del Bebedero, que más abajo pasa a denominarse de Burriana, se construyó en época bajomedieval un puente. Los cimientos son gruesos sillares de piedra localunidos con mortero, y presenta un arco central de medio punto y otros dos más pequeños a los lados.

- Convento de Recoletos de San Francisco de Asís: titulado de Nuestra Señora de la Consolación de las Algaidas, fue fundado por el primer duque de Osuna, don Pedro Téllez Girón, en el año 1566, dotándolo de un "situado diario de pan". El día 30 de noviembre del citado año, fue concedida la licenciapara la fundación por el entonces obispo de la diócesis de Málaga don Francisco Blanco y Salcedo. Junto al Convento encontramos uno de los restos más interesantes de la población. Se trata de un conjunto mozárabe compuesto por tres dependencias excavadas en la roca, destinadas a usos religiosos y ocupadas por los ermitaños y anacoretas citados en las Crónicas Franciscanas que dan cuenta de la fundación del Convento. El conjunto data del s.IX o X según la mayoría de los historiadores. En los alrededores de estas construcciones se encuentra el Puente del Arroyo del Bebedero, que presumiblemente conectaba los núcleos de la Atalaya y la Rincona, dicho puente data de la época bajomedieval y fue construido por los propios ermitaños.

- Plaza escultor Miguel Berrocal: en el centro de la villa se sitúa la plaza Berrocal, dedicada al escultor Miguel Ortiz Berrocal (1933-2006) y en cuyo centro se ubica la obra "Torero" donada por el artista universal nacido en esta localidad.

## Cultura

### Fiestas populares
- Carnaval: Se celebra en febrero en diferentes recintos del pueblo en diversos días, con premio para los disfraces más originales.
- 15 de mayo : romería de San Isidro en la barriada La Atalaya.
- 25 de abril: San Marcos, fiestas en honor del "rey de los charcos" en la que es costumbre salir a comer al campo.
- 25 de julio : Santiago Apóstol en la barriada del Albaicin.
- Primer fin de semana de agosto: Feria de agosto, la cual dura 4 días, comenzando con el día del niño, el sábado el día del caballo donde nos encontramos con espectáculos con caballos y cintas a caballo, y terminando el primer domingo de agosto.
- 8 de septiembre : fiestas en honor de la Virgen del Socorro en la barriada de la Parrilla
- Semana Santa: el Jueves Santo salen en la procesión tres pasos: la Virgen de los Dolores acompañada con la banda del pueblo,la Cruz de guía que es aportada solo por mujeres y el Cristo Crucificado.La procesión que cuenta con más arraigo es la Soledad, que sale el Viernes Santo, junto con el santo Sepulcro. El sepulcro es llevado desde la casa hermandad vacío,hasta la puerta de la iglesia, sacándose al yeciente para colocarlo en el sepulcro, todo esto se hace de manera silenciosa. La belleza de este paso se debe a que se realiza en completa oscuridad, son apagadas todas las luces del pueblo, y solo es alumbrado por las velas que lleva la gente del pueblo.

### Folclore
Fandangos de Algaidas; conocido también como Fandango de Zamarra o Fandango de Arriba, este baile tiene una antigüedad de entre tres y cuatro siglos. Se bailaba en las llamadas "Fiestas de Palillos", que congregaban a los habitantes de los diseminados de la zona. Tanto el baile como el cante y la música tienen características propias que lo distinguen de malagueñas y verdiales.

### Gastronomía
Son típicos el salmorejo, ajoblanco, la famosa porra crúa y el relleno de carnaval, elaborado con pan rallado, huevo, pavo, jamón y carne de cerdo. El desayuno molinero es una especialidad de esta zona: zumo de naranja, café y rebanadas de pan cateto con aceite de oliva, todos productos de la tierra. En repostería son muy apreciados el piñonate, los huesos de santos y los borrachuelos. La repostería que se produce en las distintas confiterías de la localidad.